# Årdal

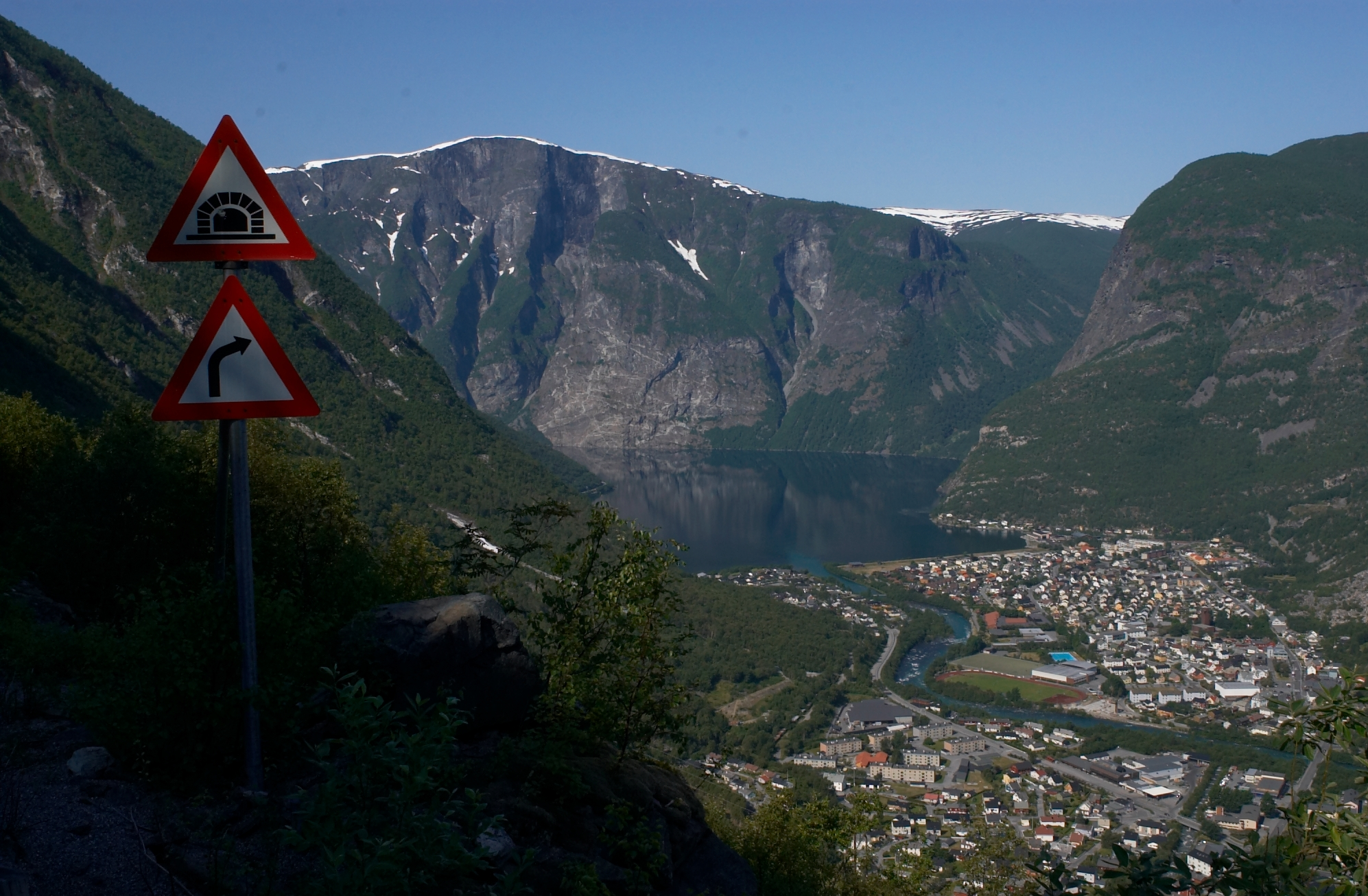
Årdal

Årdal is een gemeente in de Noorse provincie Vestland. De gemeente telde 5363 inwoners in januari 2017. De gemeente ligt aan het einde van de Sognefjord. Tot Årdal behoren de dorpen Årdalstangen en Øvre Årdal, die samen bijna 5000 inwoners hebben. Er zijn nog enkele kleinere plaatsen langs de fjord zoals Naddvik, Offerdal en Seimsdal. Het Utladal, in het verlengde van de fjord, is het diepste rivierdal van Noorwegen.
De Tindevegen (RV 53) is een weg die loopt van Årdal naar Turtagrø. De weg loopt langs de bergen Store Skagastølstind (2405m) en Fannaråki (2068m) van het gebergte Hurrungane.

## Gemeente
Tot 1860 was Årdal deel van de gemeente Lærdal. Een deel van de nieuwe gemeente, oorspronkelijk gespeld als Aardal, werd in 1964 weer bij Lærdal gevoegd. De economie van Årdal werd in het verleden gedomineerd door zware industrie waardoor het gemeentebestuur historisch wordt gedomineerd door Arbeiderpartiet. Tot de gemeenteraadsverkiezingen van 2015 had de partij steeds een absolute meerderheid. In 2015 behaalde zij nog 10 van de 21 zetels. In het gemeentehuis, in Årdalstangen, zetelt sinds mensenheugenis een burgemeester van Ap.

## Plaatsen in de gemeente
- Årdalstangen
- Offerdal
- Øvre Årdal
- Seimsdalen

Alver ·  Askvol · Askøy · Aurland · Austevoll · Austrheim · Bergen · Bjørnafjorden · Bremanger · Bømlo · Eidfjord · Etne · Fedje · Fitjar · Fjaler · Gloppen · Gulen · Hyllestad · Høyanger · Kinn · Kvam · Kvinnherad · Luster · Lærdal · Masfjorden · Modalen · Osterøy · Samnanger · Sogndal · Solund · Stad · Stord · Stryn · Sunnfjord · Sveio · Tysnes · Ullensvang · Ulvik · Vaksdal · Vik · Voss · Øygarden · Årdal

Fylker van Noorwegen